# 訃報 2006年9月
訃報 2006年9月（ふほう 2006ねん9がつ）では、2006年9月中に物故した、又は物故が報じられた人物についてまとめる。

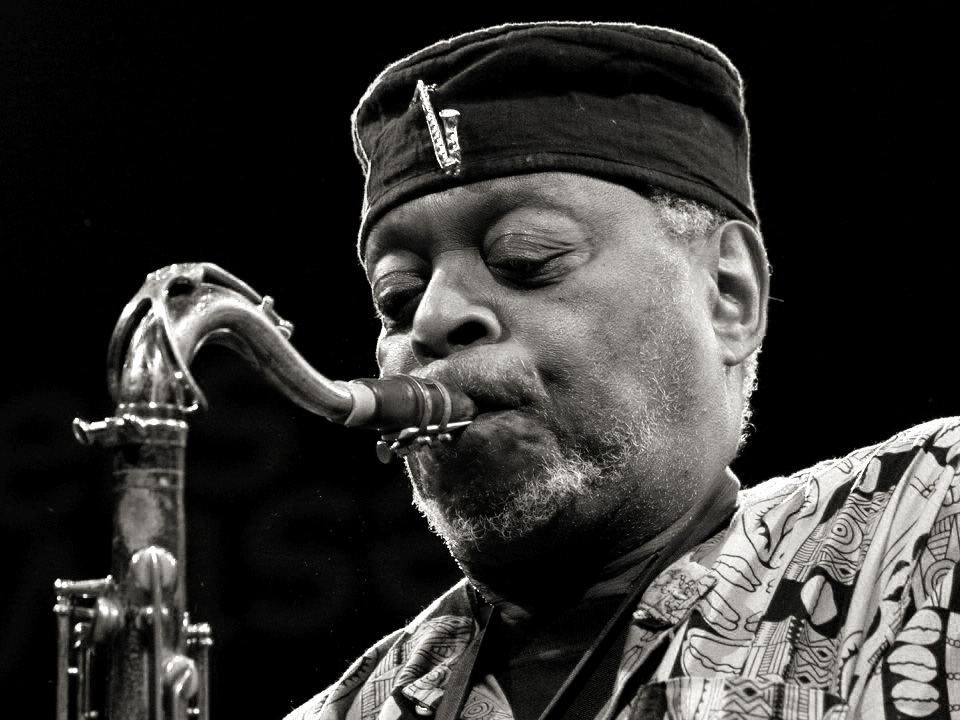
デューイ・レッドマン／9月2日没

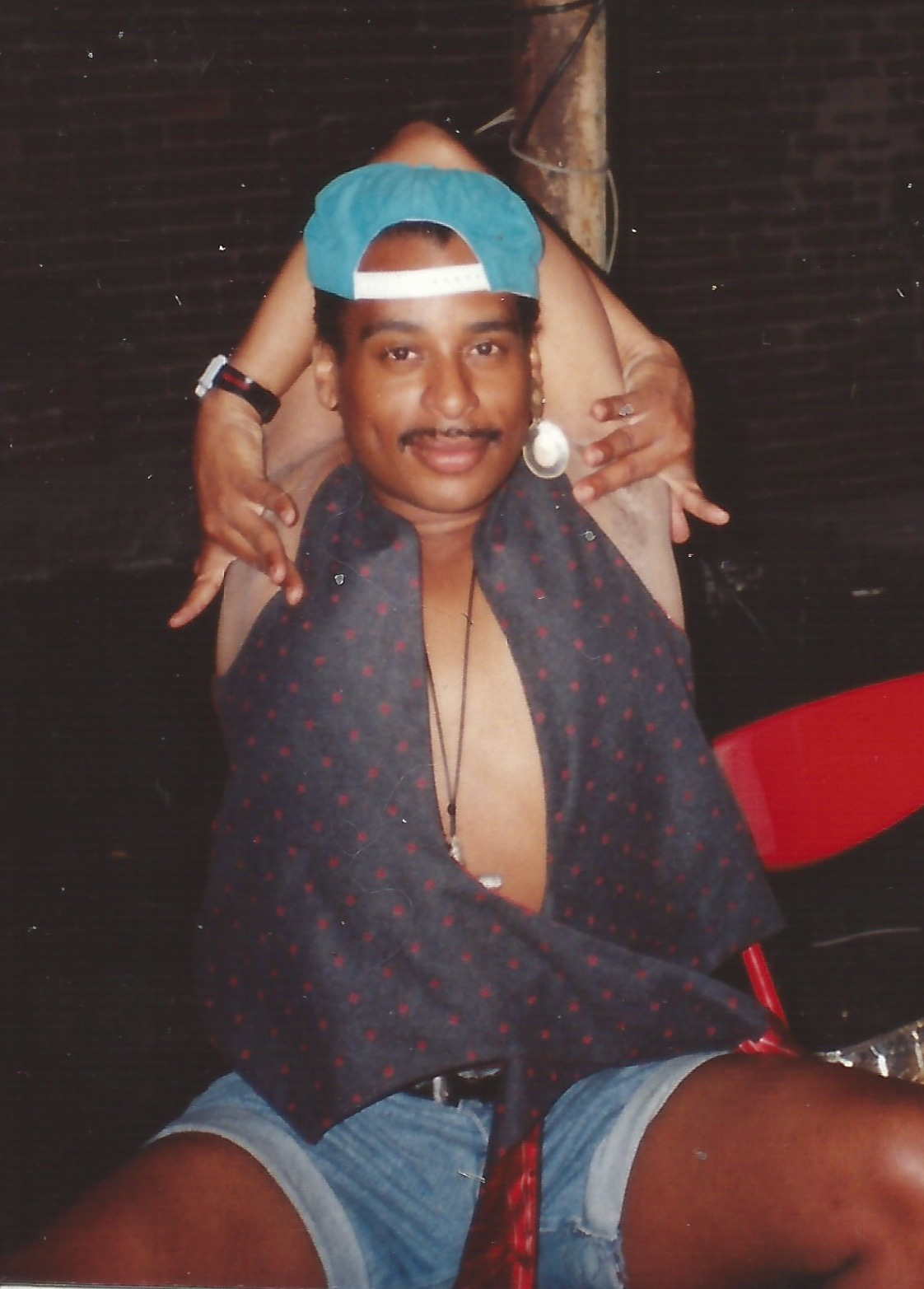
ウィリー・ニンジャ／9月2日没

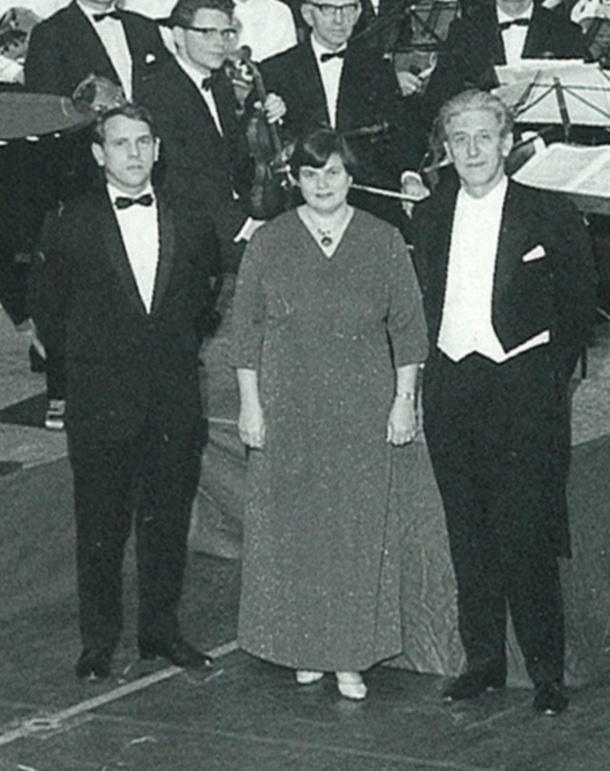
エヴァ・クナルダール（中央）／9月3日没

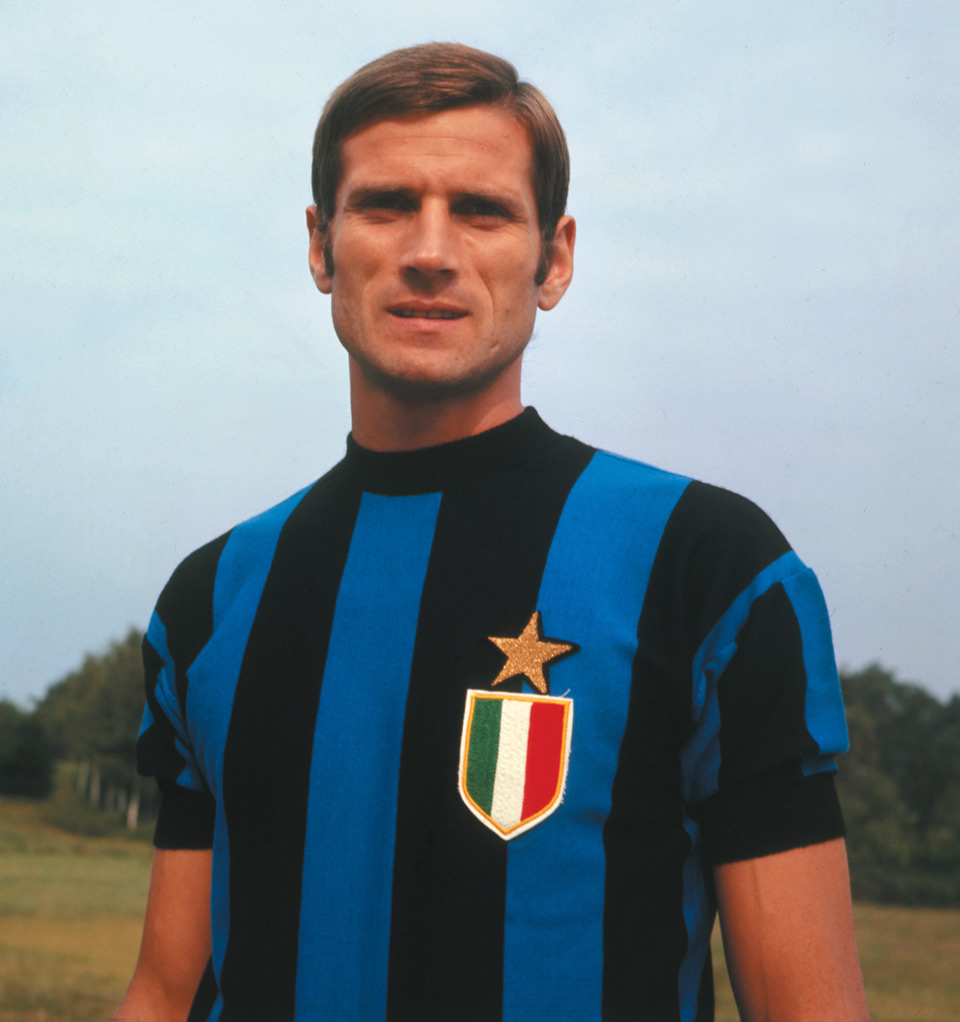
ジャチント・ファッケッティ／9月4日没

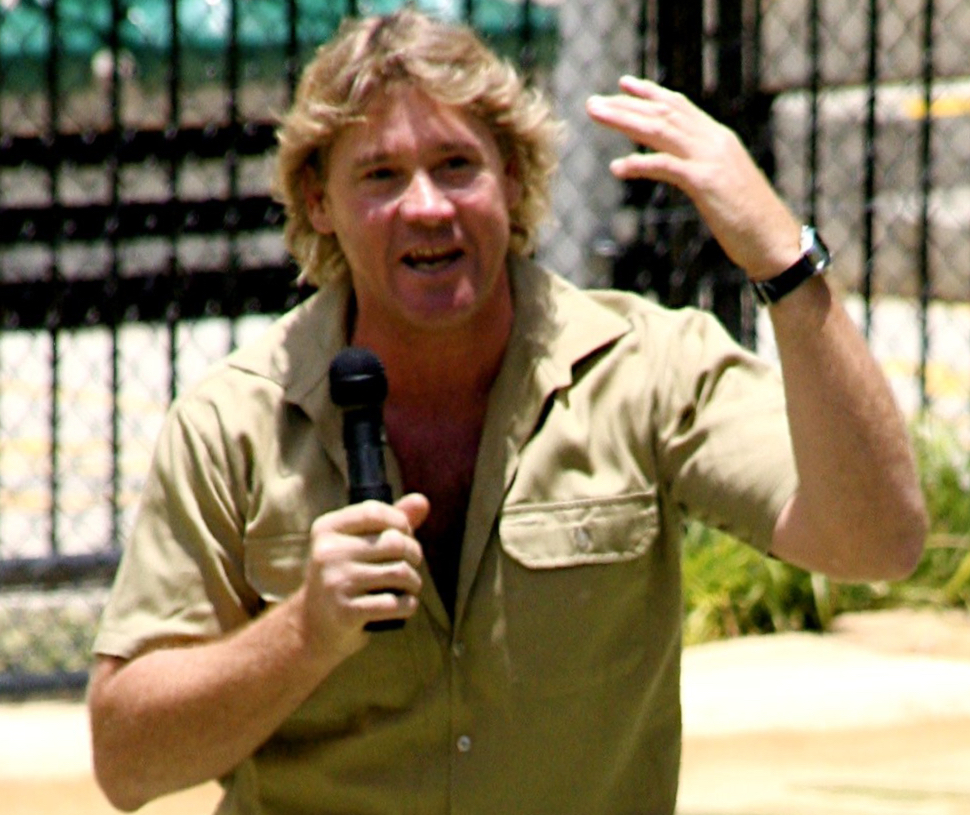
スティーブ・アーウィン／9月4日没

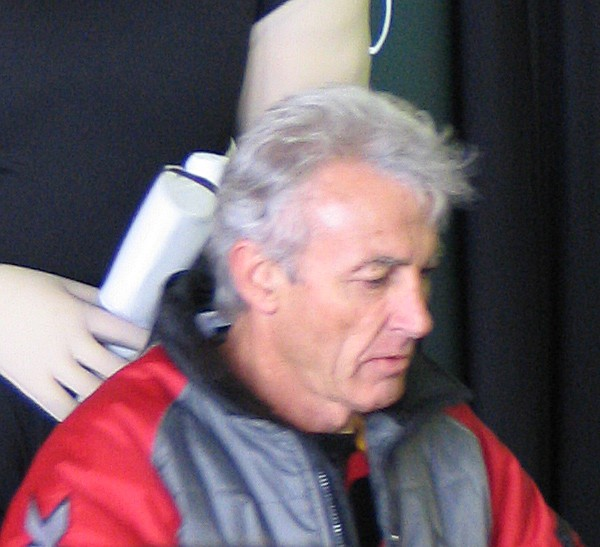
ピーター・ブロック／9月8日没

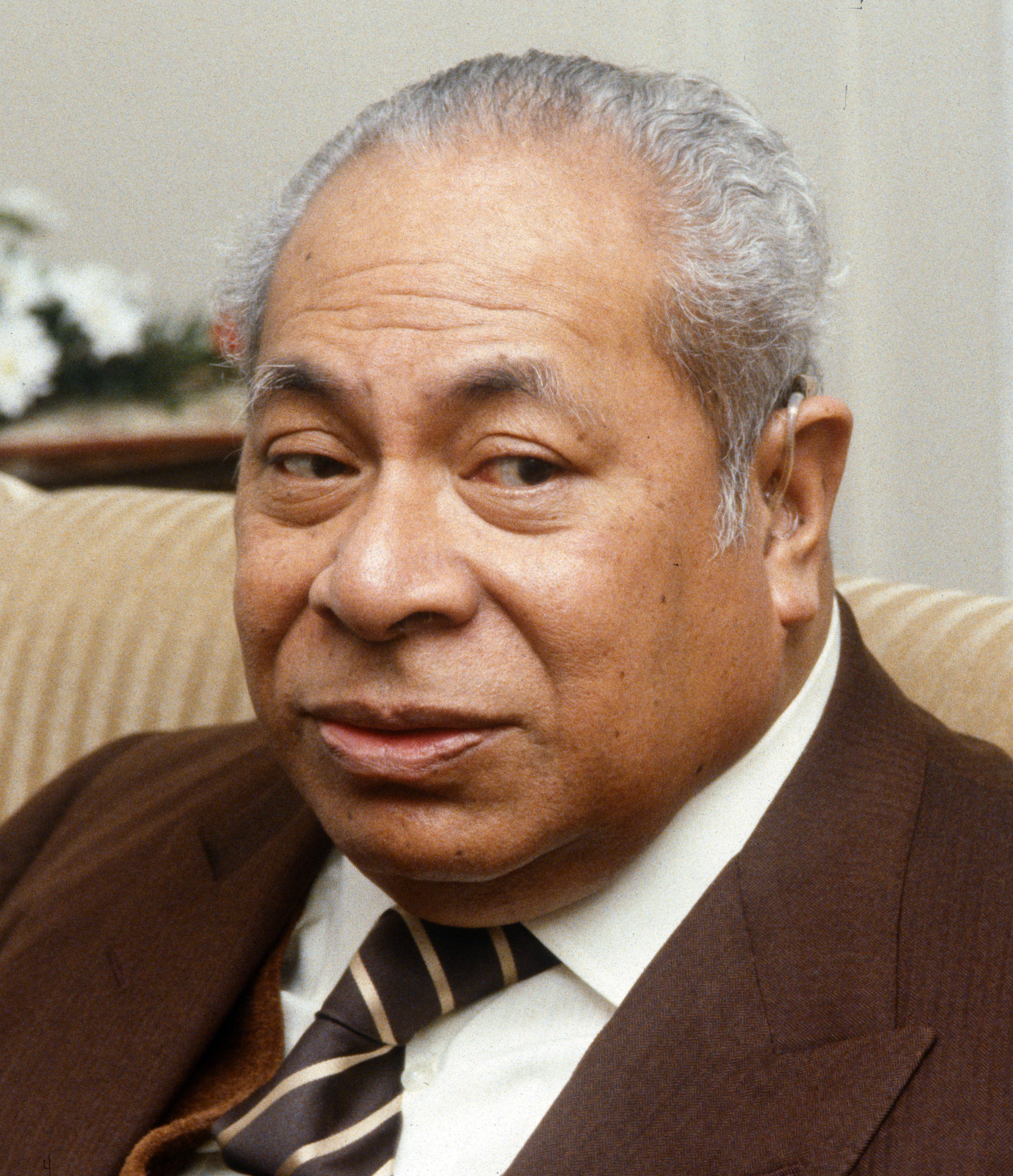
タウファアハウ・トゥポウ4世／9月10日没

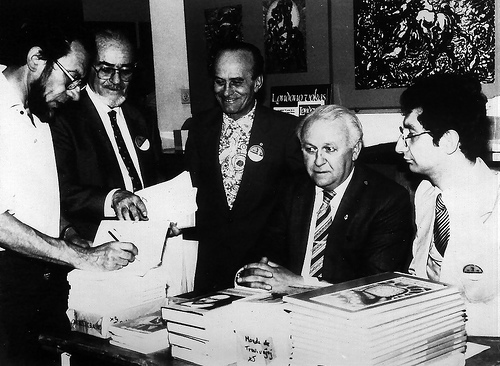
ウィリアム・オールド（右から2人目）／9月11日没

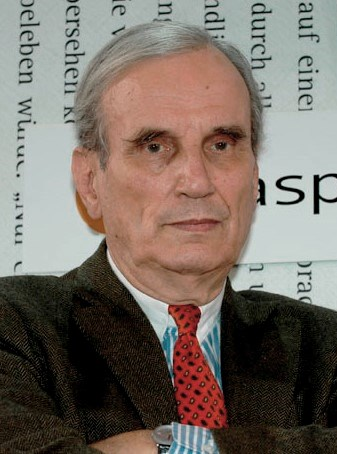
ヨアヒム・フェスト／9月11日没

オリアーナ・ファラーチ／9月15日没

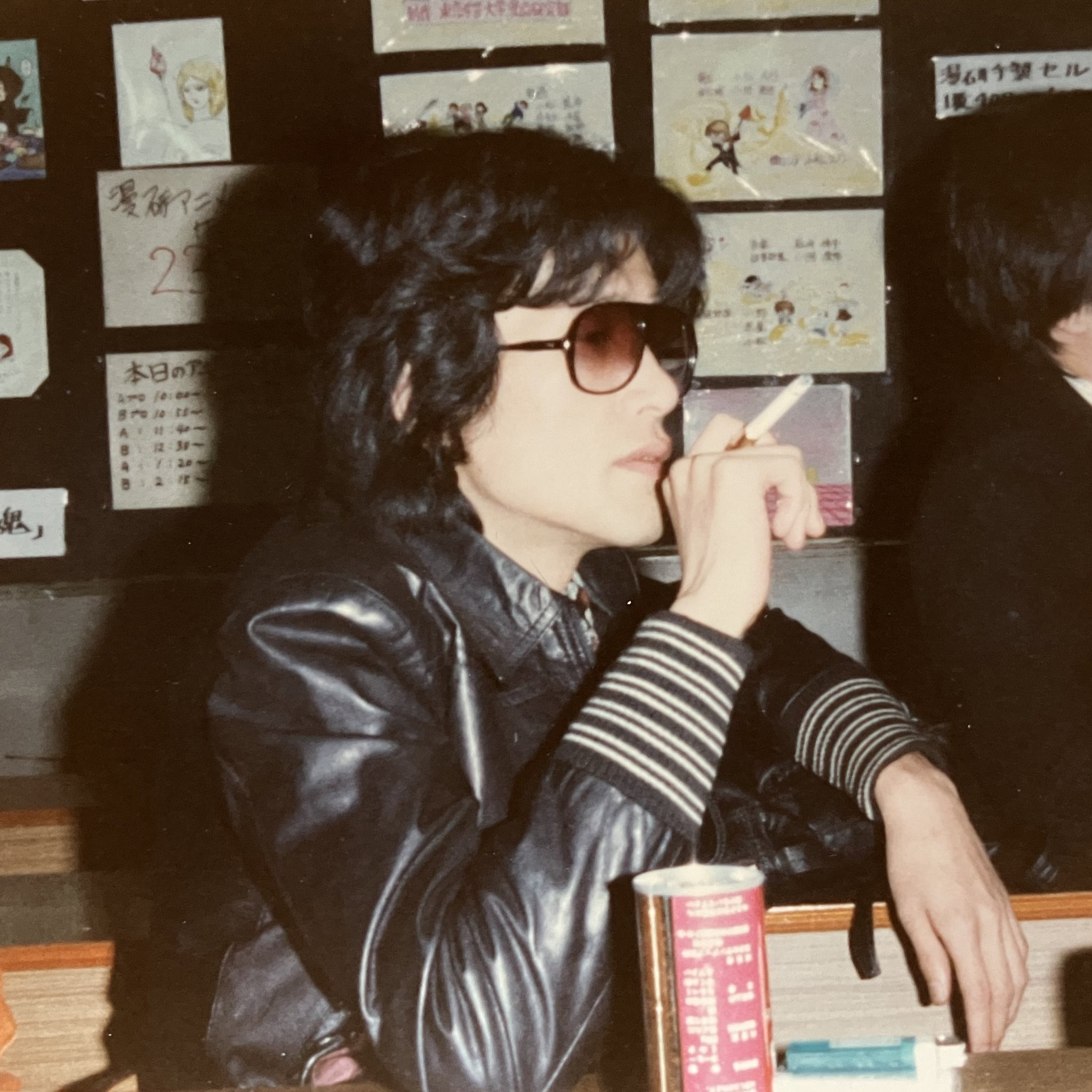
曽我部和恭／9月17日没

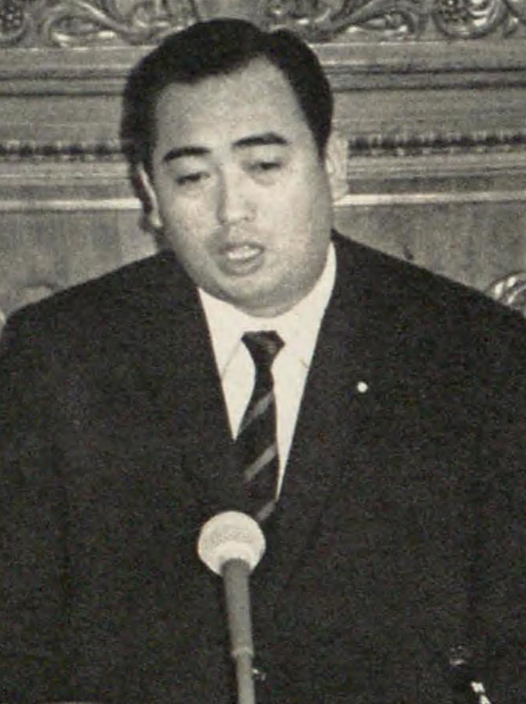
石田幸四郎／9月18日没

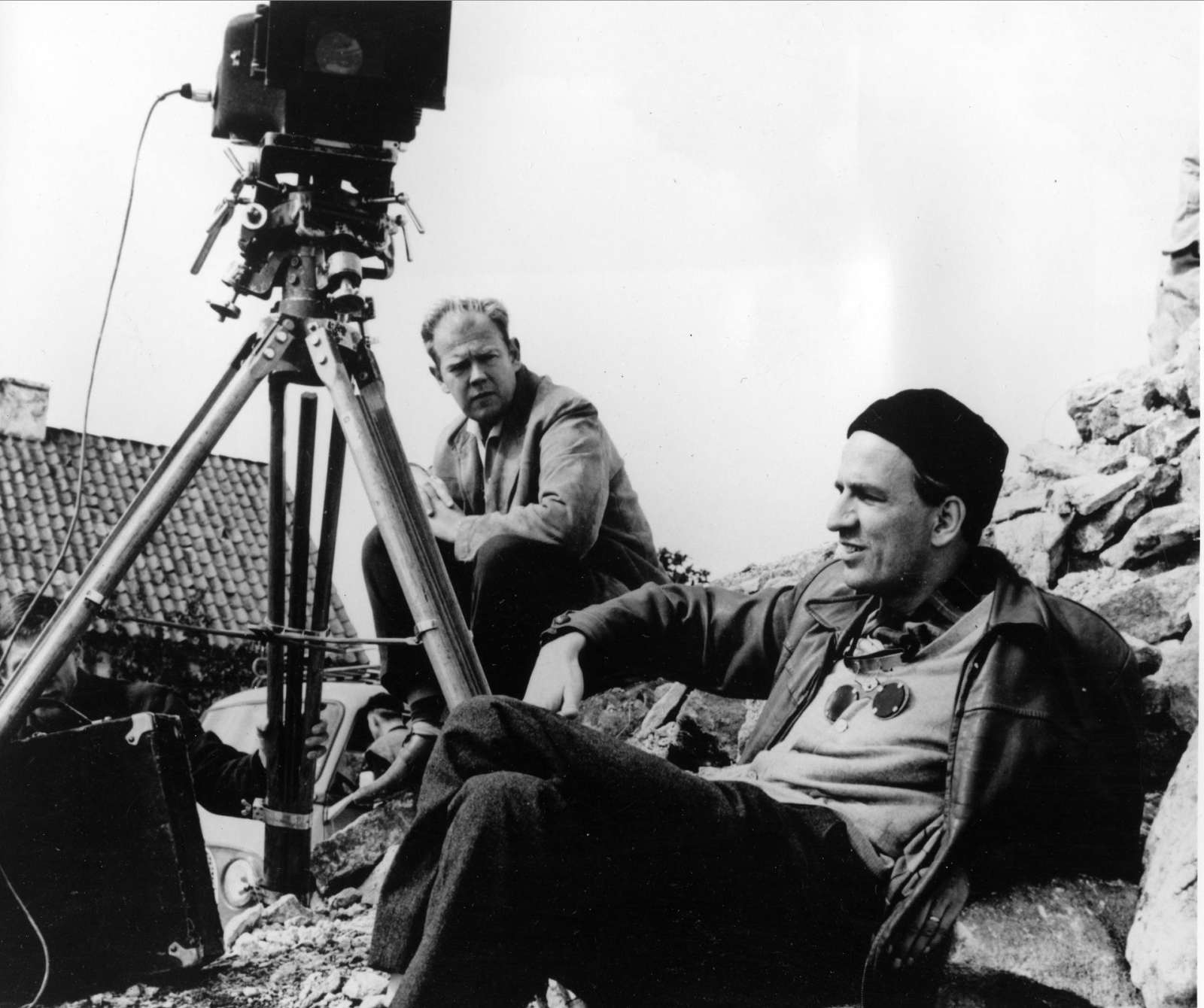
スヴェン・ニクヴィスト（左）／9月20日没

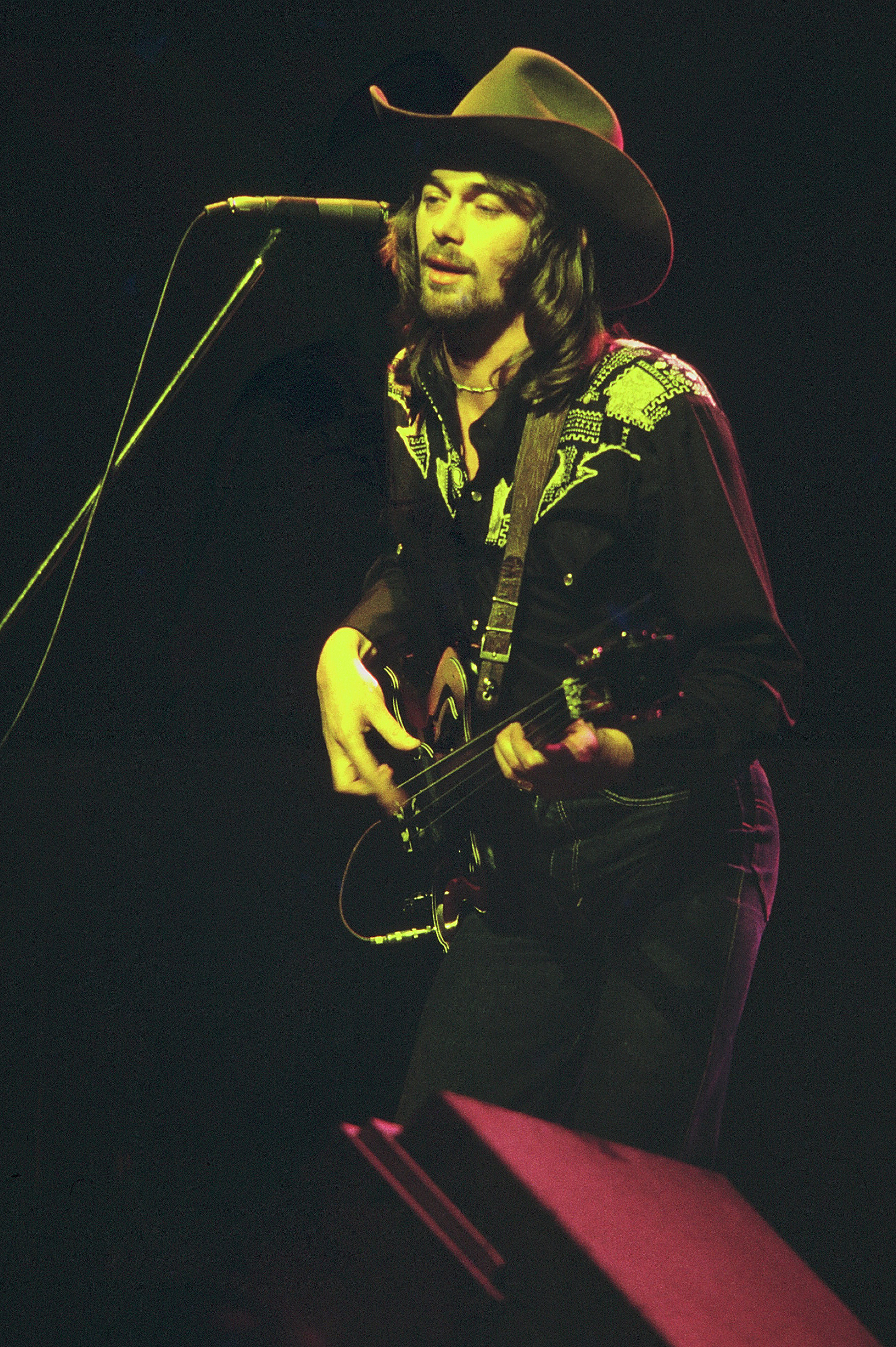
ボズ・バレル／9月21日没

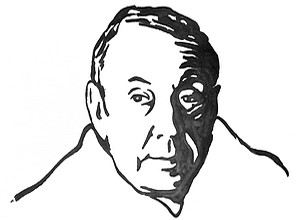
マルコム・アーノルド／9月23日没

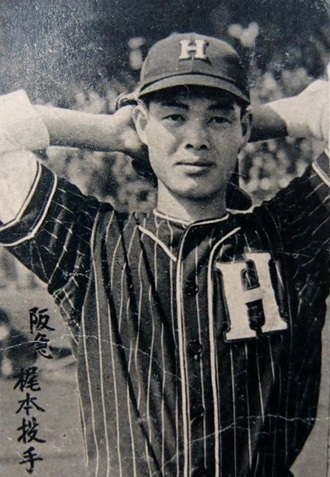
梶本隆夫／9月23日没

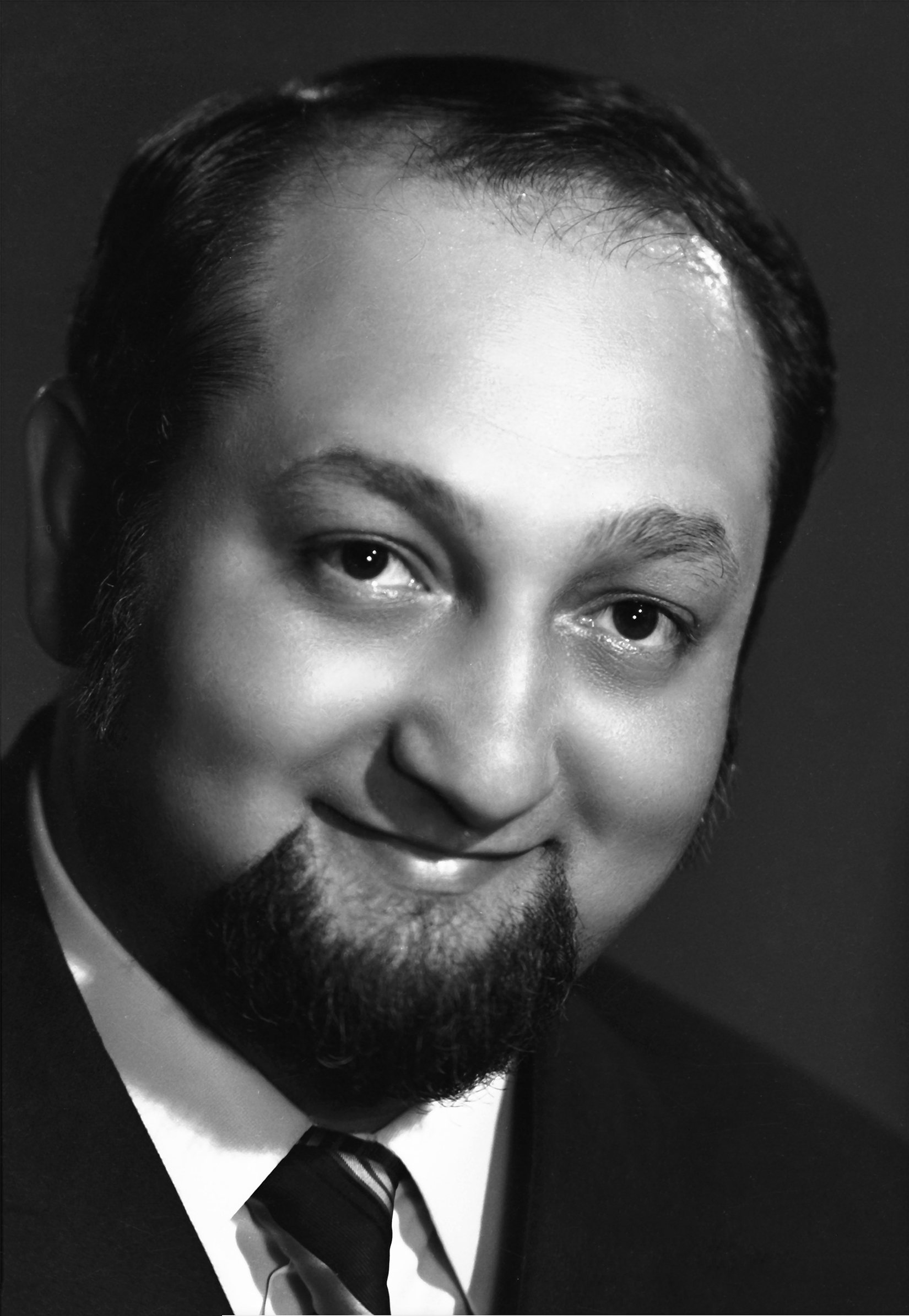
アラダー・ペゲ／9月23日没

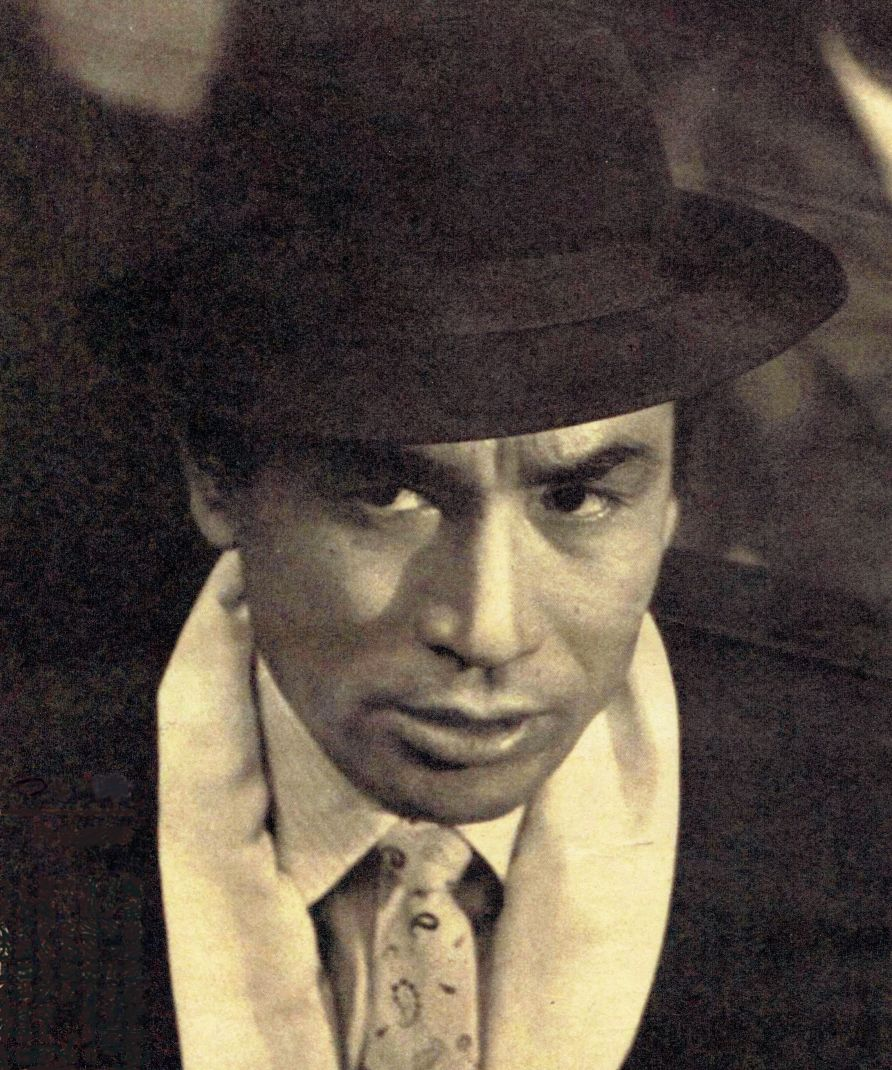
丹波哲郎／9月24日没

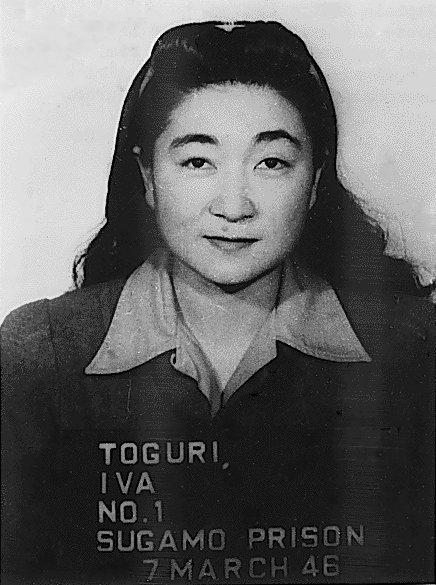
アイヴァ・郁子・戸栗・ダキノ／9月26日没

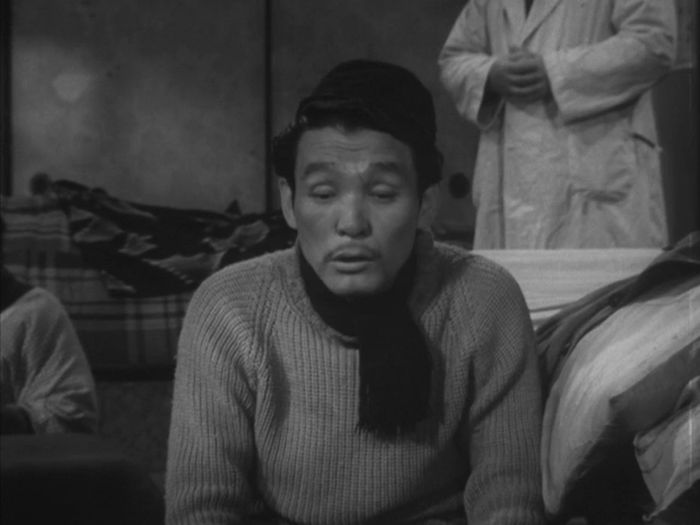
多々良純／9月30日没

## （1日 - 15日）
- 9月1日 - 小林久三、作家（* 1935年）
- 9月1日 - 田中宏幸、ベーシスト（* 1960年）
- 9月2日 - 金山明、画家（* 1924年）
- 9月2日 - ボッブ・マサイアス、アメリカ合衆国の十種競技選手（* 1930年）
- 9月2日 - デューイ・レッドマン、アメリカ合衆国のジャズサクソフォーン奏者（* 1931年）
- 9月2日 - ウィリー・ニンジャ、アメリカ合衆国のダンサー（* 1961年）
- 9月2日 - 岩田ゆり、モデル（* 1981年）
- 9月3日 - エヴァ・クナルダール、ノルウェーのピアニスト（* 1927年）
- 9月4日 - アストリッド・ヴァルナイ、ハンガリー系のアメリカ合衆国のソプラノ歌手（* 1918年）
- 9月4日 - イングリッド・ビョーナー（Ingrid Bjoner）、ノルウェーのソプラノ歌手（* 1927年）
- 9月4日 - 阿部謹也、歴史学者（* 1935年）
- 9月4日 - ジャチント・ファッケッティ、イタリアのサッカー選手（* 1942年）
- 9月4日 - スティーブ・アーウィン、オーストラリアの環境保護論者・タレント（* 1962年）
- 9月4日 - レミー・ベルヴォー（Rémy Belvaux）、ベルギーの俳優（* 1966年）
- 9月5日 - 高柳敏夫、棋士（* 1920年）
- 9月7日 - 日向康、作家（* 1925年）
- 9月8日 - フランク・ミドルマス（Frank Middlemass）、イギリスの俳優（* 1919年）
- 9月8日 - ピーター・ブロック、オーストラリアのレーシングドライバー（* 1945年）
- 9月10日 - タウファアハウ・トゥポウ4世、トンガ国王（* 1918年）
- 9月10日 - パティ・バーグ（Patty Berg）、アメリカ合衆国の女子プロゴルファー（* 1918年）
- 9月10日 - 犬丸りん、漫画家・エッセイスト、「おじゃる丸」原案者（* 1958年）
- 9月11日 - ピエール・ジョルジュ、地理学者（* 1909年）
- 9月11日 - ウィリアム・オールド、スコットランドの詩人（* 1924年）
- 9月11日 - ヨアヒム・フェスト、ドイツの歴史家・作家（* 1926年）
- 9月11日 - 吉永正人、調教師、元騎手（* 1941年）
- 9月13日 - 小牧正英、小牧バレエ団創設者、ダンサー、振付師（* 1911年）
- 9月13日 - アン・リチャーズ（Ann Richards）、アメリカ合衆国の政治家、元テキサス州知事（* 1933年）
- 9月14日 - 竹久千恵子、女優（* 1912年）
- 9月14日 - 志摩直人、詩人、競馬評論家（* 1924年）
- 9月14日 - 山吉康夫、アニメーション監督・演出家（* 1942年）
- 9月14日 - 奥田敏輝、元プロ野球選手（* 1949年）
- 9月15日 - オリアーナ・ファラーチ、イタリアのジャーナリスト・作家（* 1929年）

## （16日 - 30日）
- 9月16日 - ジュジャ・ケルメツィ、ハンガリーの女子テニス選手、1958年全仏選手権女子シングルス優勝者（* 1924年）
- 9月16日 - 上之郷利昭、作家（* 1936年）
- 9月16日 - ロブ・レヴィン（Rob Levin）、freenodeの創設者（* 1955年）
- 9月17日 - 曽我部和恭、声優（* 1948年）
- 9月18日 - 石田幸四郎、政治家、第5代公明党委員長、元総務庁長官（* 1930年）[1]
- 9月18日 - 〆さばヒカル、お笑いタレント、たけし軍団、漫才コンビ〆さばメンバー（* 1969年）
- 9月20日 - スヴェン・ニクヴィスト、スウェーデンの映画カメラマン、アカデミー賞受賞者（* 1922年）
- 9月20日 - アルミン・ジョルダン - スイスの指揮者（* 1932年）
- 9月21日 - 粟山明、政治家、元自由民主党衆議院議員（* 1921年）
- 9月21日 - ボズ・バレル、イギリスのミュージシャン（* 1946年）
- 9月21日 - 桂文春、落語家（* 1965年）[2]
- 9月23日 - エタ・ベイカー（Etta Baker）、アメリカ合衆国のギタリスト（* 1913年）
- 9月23日 - マルコム・アーノルド、イギリスの作曲家（* 1921年）
- 9月23日 - 梶本隆夫、プロ野球選手、元阪急ブレーブス監督、野球解説者、野球評論家（* 1935年）[3]
- 9月23日 - アラダー・ペゲ、ハンガリーのジャズミュージシャン（* 1939年）
- 9月24日 - 江頭豊、元チッソ社長、皇后雅子の祖父（* 1908年）[4]
- 9月24日 - 初代吉田玉男、人形浄瑠璃文楽人形遣い、人間国宝（* 1919年）
- 9月24日 - 丹波哲郎、俳優（* 1922年）[5]
- 9月24日 - トーマス・スチュワート（Thomas Stewart）、アメリカ合衆国のバリトン歌手（* 1928年）
- 9月26日 - バイロン・ネルソン、アメリカ合衆国のプロゴルファー（* 1912年）
- 9月26日 - アイヴァ・郁子・戸栗・ダキノ、アメリカ合衆国出身の日系人元アナウンサー、東京ローズの1人（* 1916年）
- 9月26日 - 市川昭介、日本の作曲家（* 1933年）
- 9月27日 - エルヴィン・クレマー（Erwin Kremer）、ドイツのレーシングドライバー、クレマー・レーシング創始者（* 1937年）
- 9月27日 - 佐藤俊一、新潮社相談役（* 1932年）
- 9月29日 - 田中久幸、元日産自動車硬式野球部監督、第78回全国高等学校野球選手権大会準優勝の熊本工野球部監督（* 1947年）
- 9月29日 - ヤン・ヴェルナー・ダニエルセン（Jan Werner Danielsen）、ノルウェーの歌手（* 1976年）
- 9月30日 - 多々良純、俳優（* 1917年）
- 9月30日 - 三原さと志、歌手、和田弘とマヒナスターズのリードコーラス、小山田圭吾の実父（* 1935年）